# Плам-Гроув (Техас)
Плам-Гроув (англ. Plum Grove) — місто (англ. city) в США, в окрузі Ліберті штату Техас. Населення — 1245 осіб (2020).

## Географія
Плам-Гроув розташований за координатами 30°12′3″ пн. ш. 95°5′45″ зх. д. / 30.20083° пн. ш. 95.09583° зх. д. (30.200741, -95.095802).  За даними Бюро перепису населення США в 2010 році місто мало площу 9,71 км², уся площа — суходіл.

## Демографія
Згідно з переписом 2010 року, у місті мешкало 600 осіб у 207 домогосподарствах у складі 154 родин. Густота населення становила 62 особи/км².  Було 231 помешкання (24/км²).
Расовий склад населення:
| - 91,5 % — білих - 0,3 % — корінних американців - 0,3 % — чорних або афроамериканців - 6,5 % — осіб інших рас |

До двох чи більше рас належало 1,3 %. Частка іспаномовних становила 12,3 % від усіх жителів.
За віковим діапазоном населення розподілялося таким чином: 27,2 % — особи молодші 18 років, 61,6 % — особи у віці 18—64 років, 11,2 % — особи у віці 65 років та старші. Медіана віку мешканця становила 36,4 року. На 100 осіб жіночої статі у місті припадало 100,0 чоловіків;  на 100 жінок у віці від 18 років та старших — 96,0 чоловіків також старших 18 років.
Середній дохід на одне домашнє господарство  становив 62 453 долари США (медіана — 50 139), а середній дохід на одну сім'ю — 72 951 долар (медіана — 63 000). Медіана доходів становила 53 462 долари для чоловіків та 40 938 доларів для жінок. За межею бідності перебувало 18,7 % осіб, у тому числі 20,9 % дітей у віці до 18 років та 6,8 % осіб у віці 65 років та старших.
Цивільне працевлаштоване населення становило 184 особи. Основні галузі зайнятості: будівництво — 21,2 %, освіта, охорона здоров'я та соціальна допомога — 19,0 %, сільське господарство, лісництво, риболовля — 10,9 %, роздрібна торгівля — 9,8 %.